# Grand prix de l'urbanisme
Le grand prix de l'urbanisme est un prix français décerné chaque année depuis 1989 (sauf de 1994 à 1997) à un urbaniste reconnu par un jury international.
La remise du prix est l'occasion de la publication d'un livre détaillé sur le lauréat et les nommés.

## Liste des lauréats
| 2025 | Sabine Barles                       |
| 2024 | Claire Schorter                     |
| 2023 | Simon Teyssou                       |
| 2022 | Franck Boutté                       |
| 2021 | L'AUC                               |
| 2020 | Jacqueline Osty                     |
| 2019 | Patrick Bouchain                    |
| 2018 | Agence Ter                          |
| 2017 | Pierre Veltz                        |
| 2016 | Ariella Masboungi                   |
| 2015 | Gérard Penot                        |
| 2014 | Frédéric Bonnet                     |
| 2013 | Paola Viganò                        |
| 2012 | François Grether                    |
| 2011 | Michel Desvigne                     |
| 2010 | Laurent Théry                       |
| 2009 | François Ascher                     |
| 2008 | David Mangin                        |
| 2007 | Yves Lion                           |
| 2006 | Francis Cuillier                    |
| 2005 | Bernard Reichen                     |
| 2004 | Christian de Portzamparc            |
| 2003 | Michel Corajoud                     |
| 2002 | Bruno Fortier                       |
| 2001 | Jean-Louis Subileau                 |
| 2000 | Alexandre Chemetoff                 |
| 1999 | Philippe Panerai et Nathan Starkman |
| 1998 | Christian Devillers                 |
| 1993 | Bernard Huet                        |
| 1992 | Antoine Grumbach                    |
| 1991 | Jean Dellus                         |
| 1990 | Jean-François Revert                |
| 1989 | Michel Steinbach                    |

## Détails sur les prix

### 2007
Le jury, réuni par le ministère de l'Équipement français, a donné en 2007 le grand prix à Yves Lion. Les nommés étaient François Grether, Nicolas Michelin, David Mangin et Laurent Théry.

### 2012
Le jury a tenu à rendre hommage à Marcel Roncayolo pour l'ensemble de son œuvre consacrée à la ville.